# مكوع (الوضيع)

تعديل مصدري - تعديل

مكوع هي إحدى قرى عزلة  الوضيع بمديرية الوضيع التابعة لمحافظة أبين، بلغ تعداد سكانها 85 نسمة حسب تعداد اليمن لعام 2004.